# Glen Ridge (Floryda)
Glen Ridge – miasto w Stanach Zjednoczonych, w stanie Floryda, w hrabstwie Palm Beach.